# Primera División 1957-1958 (Messico)
Il campionato di calcio di Primera División messicana 1957-1958 è stato il quindicesimo campionato a livello professionistico del Messico. Cominciò il 14 luglio 1957 e si concluse il 5 febbraio del 1958. Vide la vittoria finale del CD Zacatepec.

## Squadre partecipanti
| Club              | Città                | Stadio                   | Stagione 1956-1957                         |
| ----------------- | -------------------- | ------------------------ | ------------------------------------------ |
| América           | Città del Messico    | Estadio Universitario    | 11º posto in Primera División              |
| Atlante           | Città del Messico    | Estadio Universitario    | 2º posto in Primera División               |
| Atlas             | Guadalajara          | Parque Oro               | 6º posto in Primera División               |
| Cuautla           | Cuautla              | Estadio Isidro Gil Tapia | 8º posto in Primera División               |
| Guadalajara       | Guadalajara          | Parque Oro               | (Campione)                                 |
| Irapuato          | Irapuato             | Estadio Irapuato         | 5º posto in Primera División               |
| León              | León                 | Estadio La Martinica     | 2º posto in Primera División               |
| Deportivo Morelia | Morelia              | Estadio Morelos          | 2º posto in Segunda División (Neopromosso) |
| Necaxa            | Città del Messico    | Estadio Universitario    | 9º posto in Primera División               |
| Oro               | Guadalajara          | Parque Oro               | 7º posto in Primera División               |
| Tampico           | Tampico              | Parque España de Tampico | 10º posto in Primera División              |
| Toluca            | Toluca               | Campo Patria             | 2º posto in Primera División               |
| CD Zacatepec      | Zacatepec de Hidalgo | Estadio Zacatepec        | 12º posto in Primera División              |
| Zamora            | Zamora de Hidalgo    | Parque Juan Carreño      | 1º posto in Segunda División (Neopromosso) |

## Classifica finale
|  | Pos. | Squadra           | Pt | G  | V  | N | P  | GF | GS | DR  |
|  | ---- | ----------------- | -- | -- | -- | - | -- | -- | -- | --- |
|  | 1.   | CD Zacatepec      | 39 | 26 | 17 | 5 | 4  | 44 | 24 | +20 |
|  | 2.   | Toluca            | 34 | 26 | 14 | 6 | 6  | 60 | 29 | +31 |
|  | 3.   | Guadalajara       | 33 | 26 | 14 | 5 | 7  | 48 | 27 | +21 |
|  | 4.   | Atlas             | 32 | 26 | 12 | 8 | 6  | 47 | 41 | +6  |
|  | 5.   | León              | 29 | 26 | 11 | 7 | 8  | 40 | 32 | +8  |
|  | 6.   | Atlante           | 27 | 26 | 10 | 7 | 9  | 49 | 37 | +12 |
|  | 7.   | Zamora            | 25 | 26 | 9  | 7 | 10 | 44 | 47 | -3  |
|  | 8.   | Irapuato          | 23 | 26 | 7  | 9 | 10 | 40 | 45 | -5  |
|  | 9.   | Oro               | 22 | 26 | 8  | 6 | 12 | 41 | 53 | -12 |
|  | 10.  | América           | 22 | 26 | 8  | 6 | 12 | 33 | 45 | -12 |
|  | 11.  | Necaxa            | 21 | 26 | 7  | 7 | 12 | 36 | 51 | -15 |
|  | 12.  | Deportivo Morelia | 21 | 26 | 7  | 7 | 12 | 35 | 54 | -19 |
|  | 13.  | Cuautla           | 19 | 26 | 5  | 9 | 12 | 32 | 47 | -15 |
|  | 14.  | Tampico           | 17 | 26 | 5  | 7 | 14 | 22 | 39 | -17 |

Legenda:
      Campione del Messico
      Retrocesso in Segunda División
Note:
Due punti a vittoria, uno a pareggio, zero a sconfitta.

## Verdetti Finali
- Il Club Deportivo Zacatepec é campione del Messico.
- Il Club Deportivo Tampico A.F. retrocede in Segunda División.